# Troy Grove
Troy Grove est un village du comté de LaSalle dans l'Illinois, aux États-Unis,. Situé à l'ouest du comté, il est incorporé le 2 août 1886.

## Démographie
Lors du recensement de 2010, le village comptait une population de 250 habitants. Elle est estimée, en 2016, à 242 habitants.

### Source de la traduction
- (en) Cet article est partiellement ou en totalité issu de l’article de Wikipédia en anglais intitulé « Troy Grove, Illinois » (voir la liste des auteurs).